# Йохан Неескенс
Йоханес (Йохан) Якобьос Неескенс (на нидерландски: Johannes Jacobus (Johan) Neeskens) е нидерландски футболист и треньор по футбол, един от най-ярките представители на тоталния футбол, наложен от Аякс в началото на 70-те години. За четири сезона с екипа на клуба от Амстердам печели три последователни титли от турнира за КЕШ, две Суперкупи на УЕФА, три шампионски титли на Нидерландия и три национални купи. С нидерландския национален отбор е двукратен световен вицешампион от първенствата в Германия 1974 и Аржентина 1978, както и бронзов медалист от Европейското първенство в Югославия 1976. Йохан Втори, както още е известен, е посочен от Пеле като един от 125-те най-велики живи футболисти в света. Понастоящем е асистент на Франк Рейкард в турския Галатасарай.

## Състезателна кариера
Неескенс е роден на 15 септември 1951 г. в Хемстед и първоначално тренира бейзбол. Футболната му кариера започва през 1968 г. в едноименния отбор преди да бъде забелязан от Ринус Микелс и през 1970 година подписва с Аякс. Първата му изява в приятелски мач срещу Челси е с успех и това му спечелва място в първия отбор още в началото на новия сезон. Първоначално Неескенс се изявява като десен бек и на тази позиция играе целия цикъл на сезон 1970/71, включително и финала за КЕШ, спечелен с 2:0 срещу гръцкия Панатинайкос на Уембли. През сезон 1971/72 Неескенс играе повече в средата на терена рамо до рамо със своя идол и вече приятел Йохан Кройф, за да се превърне в негов постоянен партньор в халфовата линия. Йохан Неескенс е неизменна част от тоталния футбол на Аякс и със своите невероятни футболни качества допринася за спечелването на 3 шампионски титли на Нидерландия, както и за трите последователни Купи на европейските шампиони. С амстердамците печели всички най-значими отличия, като във визитката му са още 3 купи на Нидерландия, 2 Суперкупи на УЕФА и една Междуконтинентална купа. През 1974 г. Неескенс приема ново предизвикателство и след изричното настояване на сънародника си Йохан Кройф преминава в Барселона, където година преди това самият той е сторил същото заедно с треньора Ринус Микелс. Веднага се превръща в любимец на феновете, а те му дават прозвището Йохан II (на испански: Johan Segon). Още на следващата година печели наградата за най-добър чужденец в Примера Дивизион за сезон 1975/76. За „каталунците“ Неескенс играе пет сезона, като взима участие общо в 232 официални срещи за клуба, в които отбелязва 57 гола. Печели последователно Примера Дивизион и Купата на Краля. Един от героите във финала за Купата на носителите на купи през 1979 в Базел при победата над Фортуна Дюселдорф. Това е и неговият последен мач с екипа на Барса, след който клубът се отказва от неговите услуги и подписва с датчанина Алан Симонсен, което дълбоко разочарова привържениците на клуба. След края на сезона заминава за САЩ и подписва с Ню Йорк Космос, където вече играят някои от най-известните футболисти в света като Франц Бекенбауер и Пеле. Въпреки че има добри изяви в Америка, вторият му сезон не е това, на което той се надява и тогава влиза в конфликт със своя германски треньор Ханс Вайсвайлер. През този период Неескенс изчезва за кратко и никой не знае къде се намира. През 1984 г. се завръща в Европа и изиграва един сезон за Гронинген. През 1987 г. се мести в Швейцария, където е семейството му, и става играещ треньор на ФК Баар, а по-късно на последния си отбор ФК Цуг.

## Национален отбор
| Финал Св. П.-1974 Германия 2:1 Нидерландия 0 |
| -------------------------------------------- |

Йохан Неескенс е основна фигура в нидерландския национален отбор по времето, когато тимът е считан за най-добрия в света и има голям принос за достигнатите 2 финала на Световното първенство през 1974 и 1978 г. Особено важен е в квалификационните мачове преди тези първенства, като дори играе седмица, след като е получил сътресение на мозъка в решителния мач срещу Белгия и е класирал Нидерландия на Световното първенство през 1974 г. в Германия. На същия шампионат става подгласник на голмайстора Гжегож Лато, като отбелязва 5 гола, единият от които във финалната среща с Германия. Бронзов медалист от Европейското първенство в Югославия 1976. През 1981 г. след двугодишно отсъствие Неескенс се завръща в мач срещу Белгия, а след загубата от Франция с 0:2 на 11 ноември същата година се отказва окончателно от националния отбор.

## Треньорска кариера
Йохан Неескенс заедно с Франк Рийкард и Роналд Куман е част от екипа на Гус Хидинк, водил нидерландския национален отбор по време на квалификациите и финалите на Световното първенство във Франция 1998. След края на шампионата Хидинк се оттегля от поста национален селекционер, а на негово място е назначен Франк Рийкард с асистент Йохан Неескенс. Тандемът води „лалетата“ до края на Евро 2000. След това Неескенс е назначен за старши треньор на НЕК Неймеген, като през 2003 г. го класира за първи път след двадесет години в европейските клубни турнири, но на следващата година е уволнен поради слаби резултати. През декември 2005 г., Неескенс е назначен за помощник-треньор на австралийския национален отбор отново като асистент на Гус Хидинк, с когото води „кенгурата“ на Световното първенство в Германия 2006. В края на 2006 г. Неескенс подписва тригодишен договор с отбора на Барселона, заменяйки на поста своя сънародник Хенк тен Кате като помощник на Франк Рийкард. На 8 май 2008 г. след два разочароващи сезона тандемът е уволнен, за да поеме турския гранд Галатасарай.

## Успехи
Аякс
- Шампион на Нидерландия (3): 1970, 1972, 1973
- Купа на Нидерландия (3): 1970, 1971, 1972
- Шампионска лига (3): 1971, 1972, 1973
- Суперкупа на УЕФА (2): 1972, 1973
- Междуконтинентална купа (1): 1972

 Барселона
- Шампион на Испания (1): 1974
- Купа на Краля (1): 1978
- Купа на носителите на купи (1): 1979

 Нидерландия
- Световен вицешампион (2): Германия 1974 и Аржентина 1978
- Бронзов медалист – Евро 76

Индивидуални
- ФИФА 100